# Stage One
Stage One è il l'album di debutto del cantante giamaicano Sean Paul, pubblicato nel 2000.

## Tracce
1. Mental Prelude – 0:47
2. She Want It – 2:56
3. Infiltrate – 3:29
4. Nicky (Skit) – 1:24
5. Haffi Get De Gal Ya (Hot Gal Today) – 3:15
6. Real Man – 3:06
7. Dutty Techniques (Skit) – 0:29
8. Check It Deeply – 3:35
9. Mek It Go So Den – 3:25
10. Examples of Things Not to Do in Bed (Skit) – 1:03
11. Deport Them – 3:08
12. Tiger Bone – 2:52
13. Faded – 3:02
14. Definite – 3:10
15. Shineface (Skit) – 0:33
16. Disrespect – 3:15
17. Sound The Alarm – 3:27
18. Uptowners (Skit) – 1:03
19. No Bligh – 3:43
20. Slap Trap – 3:17
21. Strategy – 3:23
22. A Word from the Honourable Minister (Skit) – 0:19
23. Next Generation – 3:43
24. You Must Lose – 3:25
25. Outro – 3:19

## Classifiche
| Classifica             | Maggiore posizione |
| ---------------------- | ------------------ |
| Top R&B/Hip-Hop Albums | 98                 |
| Top Reggae Albums      | 2                  |